# Erik Bergvall
Erik Gustaf Bergvall (Västerfärnebo, 7 aprile 1880 – Bromma, 4 febbraio 1950) è stato un pallanuotista, dirigente sportivo e giornalista svedese.

## Biografia
Rappresentò la Svezia ai Giochi olimpici estivi di Londra 1908, vincendo la medaglia di bronzo nel torneo di pallanuoto.
Promosse il sistema Bergvall, una variazione del tradizionale sistema di tornei ad eliminazione diretta utilizzato alle Olimpiadi estive di Stoccolma 1912, Anversa 1920 e Parigi 1924.
Fu presidente della Federazione internazionale del nuoto (Fédération Internationale de Natation Amateur - FINA) dal 1924 al 1928.
Come giornalista, lavorò principalmente al periodico sportivo Nordiskt Idrottslif (pubblicato tra il 1900 e il 1920), prima tra il 1900 e il 1903 e poi di nuovo tra il 1905 e il 1920. 
Fu redattore capo e compilatore del rapporto ufficiale delle Olimpiadi estive del 1912. Scrisse, curò o fu uno dei principali contributori di circa 30 libri, compresi i rapporti sui Giochi olimpici tra il 1920 e il 1948 per il Comitato olimpico svedese.

## Palmarès
- Giochi olimpici estivi

Londra 1908: bronzo nel torneo di pallanuoto.